# Фрески Пенджикента
Фрески Пенджикента являются одними из самых известных росписей доисламского периода в Пенджикенте, древнем Согде, в Таджикистане. На этом месте были обнаружены многочисленные фрески, и многие из них сейчас выставлены в Эрмитаже в Санкт-Петербурге и в Национальном музее древностей Таджикистана в Душанбе. Фрески раскрывают космополитический характер пенджикентского общества, которое в основном состояло из согдийской и тюркской элиты и, вероятно, других иностранных купеческих групп разнородного происхождения. Значительное сходство с древнетюркской одеждой, предметами вооружения, причёсками и ритуальными чашами отмечается сравнительным исследованием.
Фрески Пенджикента являются самыми ранними известными согдийскими фресками, начиная с конца V до начала VI века нашей эры. Им предшествуют фрески эфталитов Тохаристана, как видно из Балалык-тепе, от которых они получили иконографическое и стилистическое влияние. Также видно большое разнообразие эллинистических влияний греческих декоративных стилей, а также местных зороастрийских, христианских, буддийских и индийских культов.
Производство росписей началось в конце V века нашей эры и прекратилось в 722 году нашей эры со вторжением Аббасидского халифата, мусульманским завоеванием Трансоксианы, многие произведения искусства были повреждены или уничтожены в то время.

## Правители
Известны три правителя Пенджикента:
1. Чамугян/Джамукиан (конец VII века)
2. Чекин Чур Бильге (начало VIII века)
3. Деваштич (до 722 г. н. э.)

У всех правителей не было зарегистрированных династий, первый правитель был хионито-эфталитом, а у второго правителя было тюркское имя. Нет убедительных доказательств того, что к чеканке пенджикентских монет причастна «царица Нана». Существуют противоречивые сведения об отце Чекина Чура Бильге, известном как Пычвитт, который правил Пенджикентом в начале VII века и около 658 года нашей эры.

## Праздники
Сценами празднеств изобилуют фрески. Сидящие на восточный манер мужчины одеты в «тюркские» длинные пальто с отворотами, похожие на одежду, найденную на Алтае. Отвороты не были распространены в парфянских, кушанских или сасанидских кафтанах, однако они появляются в искусстве эфталитов, согдийцев и буддистов. Изображения обоих полов в одежде с одним и двумя лацканами появляются в таких крупных местах, как Самарканд, Пенджикент и Синьцзян. Кнауэр предполагает, что политическое господство западных тюрок привело к принятию лацканов в результате распространения кочевых тюркских племён, которые позже ассимилировались.

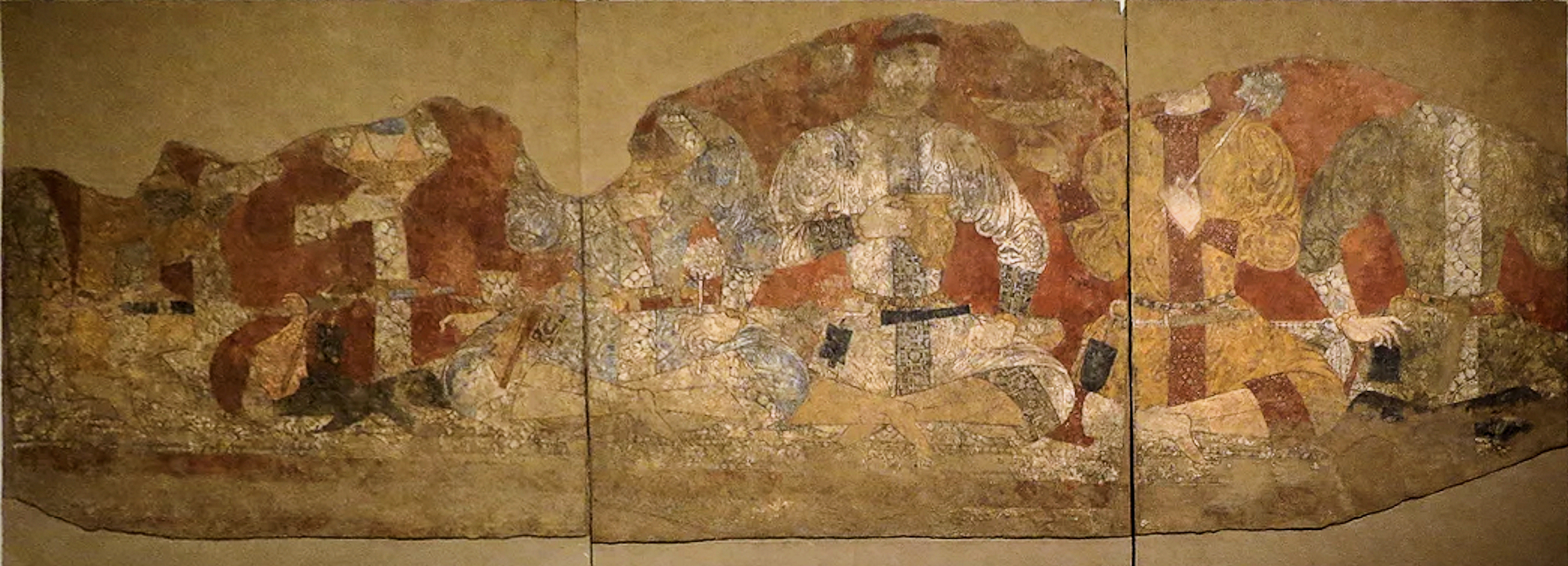
Банкет мужчин, пигмент на гипсе. Пенджикент, Таджикистан
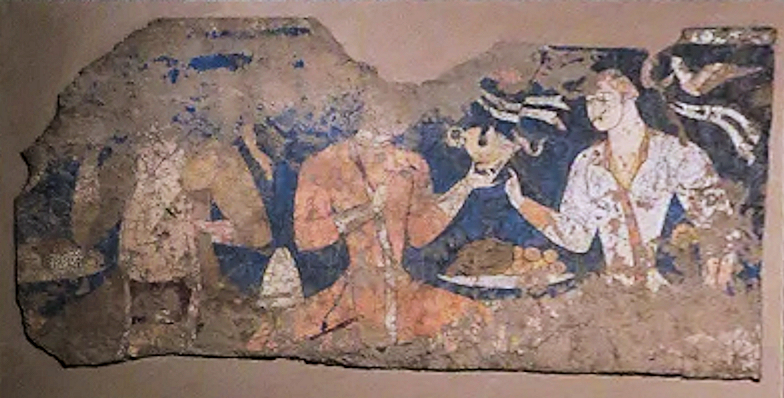
Роспись Пенджикента (Панджиканта), VI-VIII вв.

## Цикл Рустама
Считается, что повествование об иранском Шахнаме и эпическом цикле Рустама отражено в серии фресок «Голубого зала» («Рустемиада») в Пенджикенте, относящейся к первой половине VIII века. В основном они хранятся в Эрмитаже, зал 49, и предположительно имеют согдийское, тюркское или кушанско-эфталитское происхождение.
Главный герой Рустам, мифический король Забулистана, как полагают, показан в многочисленных действиях и битвах, как против людей, так и против мифических противников. Показан с удлинённым черепом, узкими черепами, V-образными бровями, крючковатым носом и тяжёлой челюстью (эфталитского прототипа) и тем самым напоминают некоторые портреты Хингилы на монетах, возможно, даже имея с ним близкую идентичность. Этот выбор следует из символического вида алхонских гуннов, которые правили в той же области до VII века н. э.

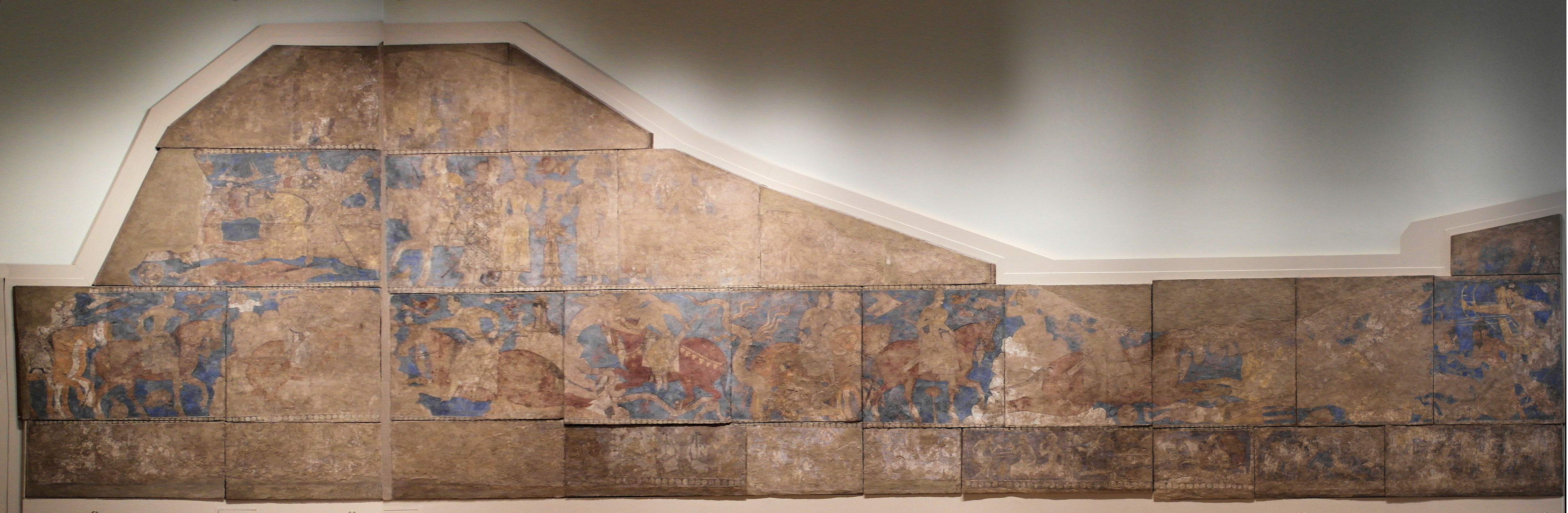
Полный цикл «Рустама» в Эрмитаже, зал 49

### Подробности

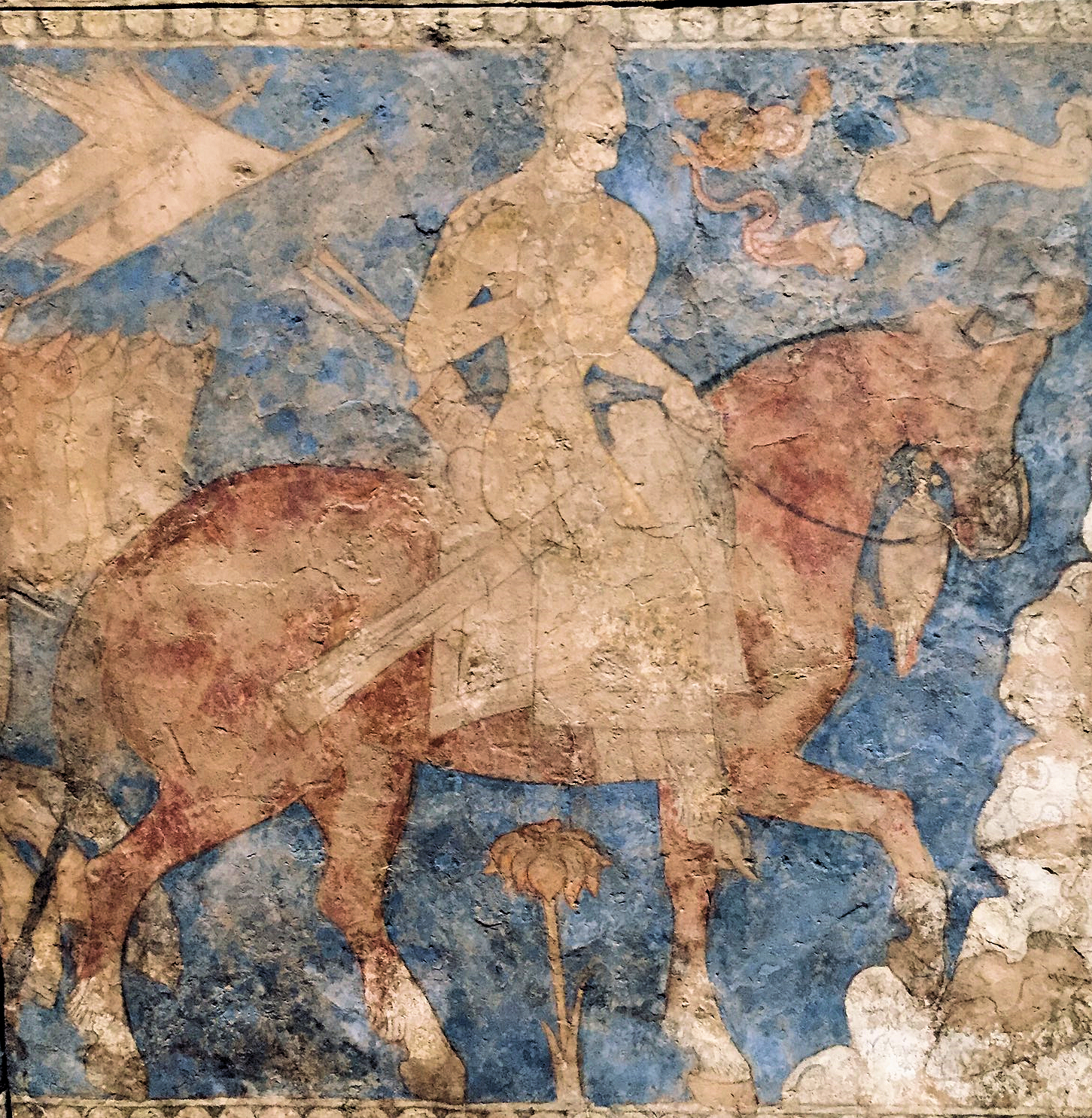
Предполагается, что это Рустам с удлинённым черепом эфталитского прототипа
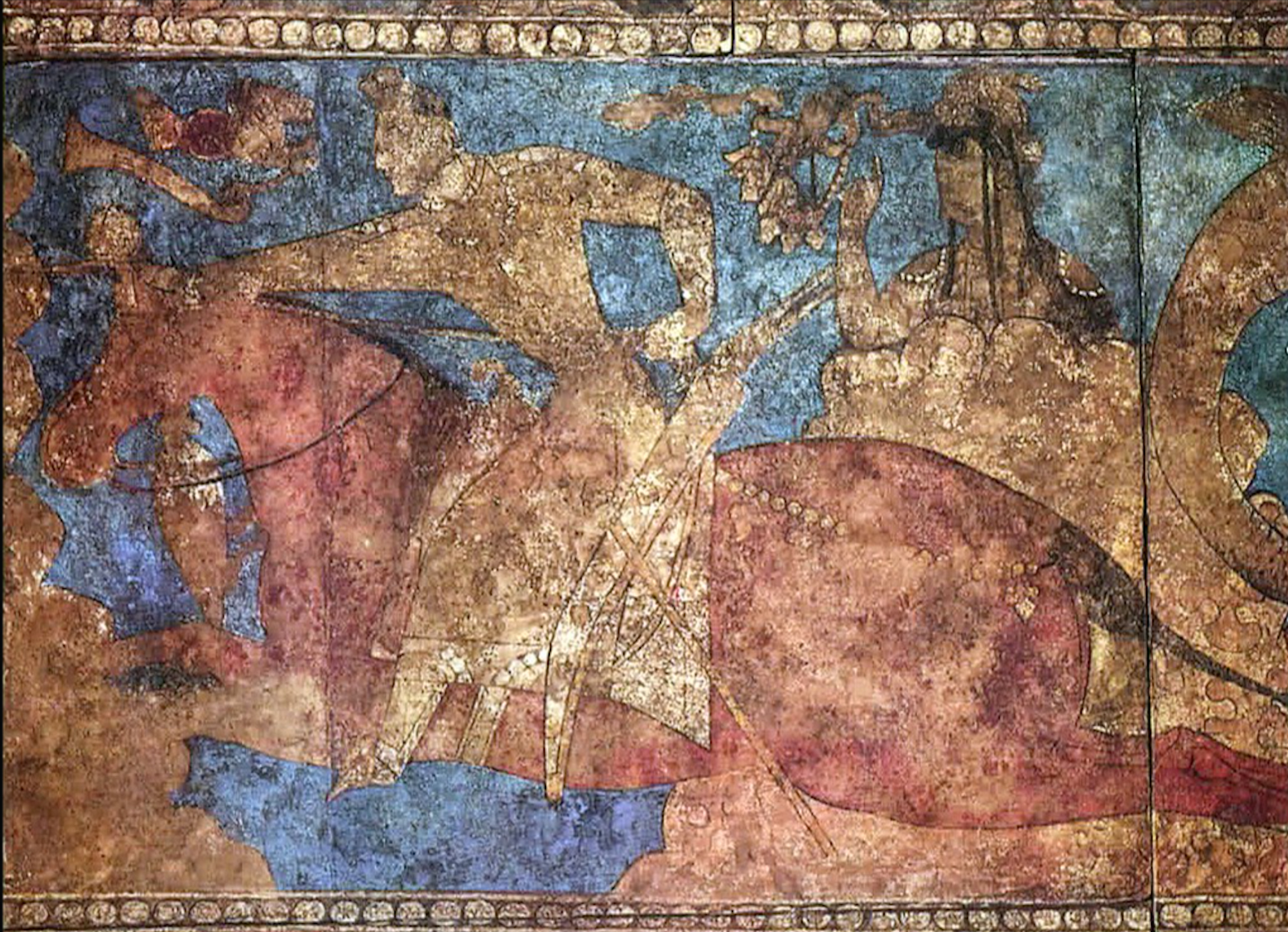
Пенджикентская фреска (VI-VII вв. н. э.). Эрмитаж
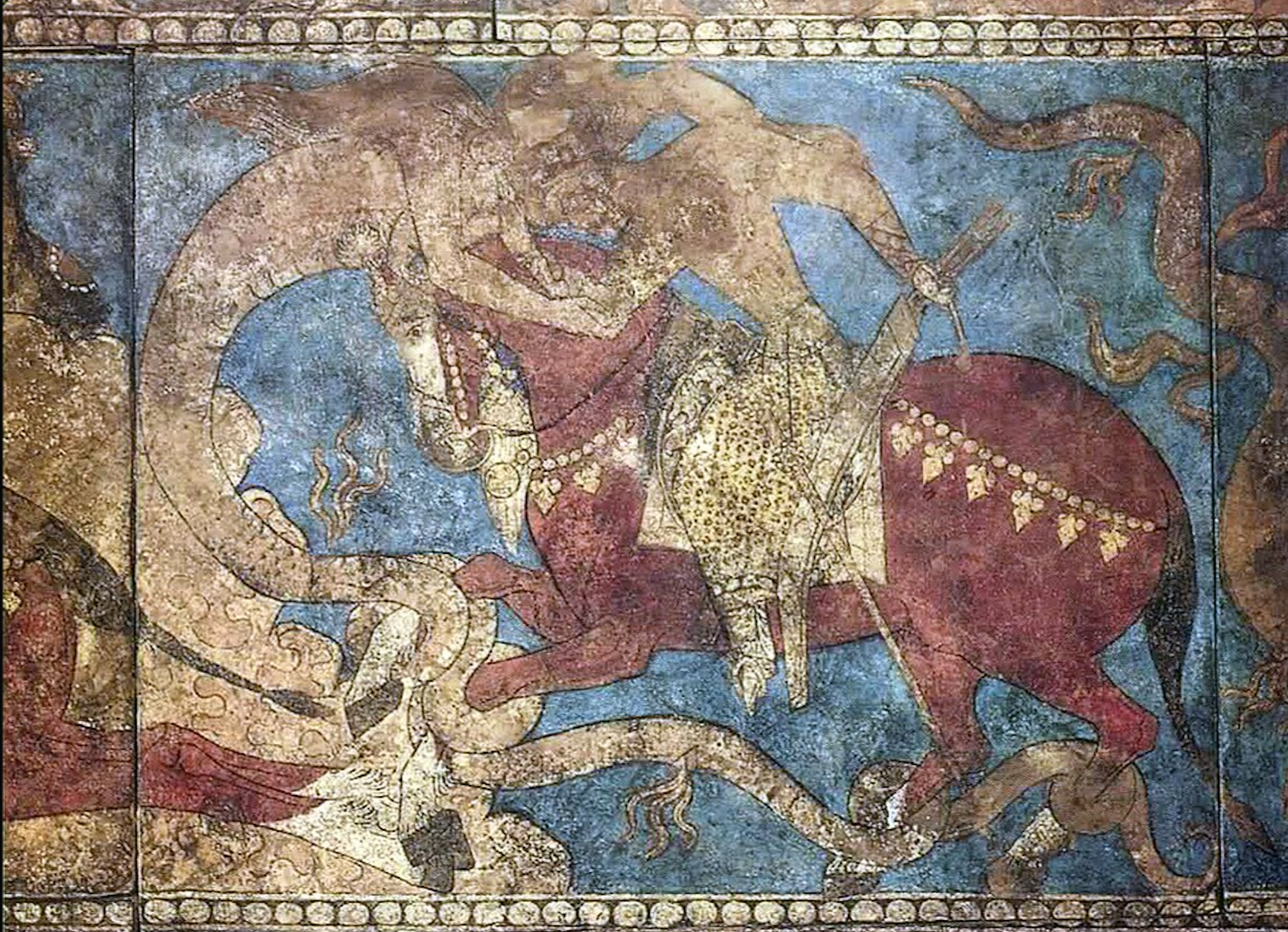
Роспись Пенджикента (Панджиканта), VI-VIII вв. Эрмитаж
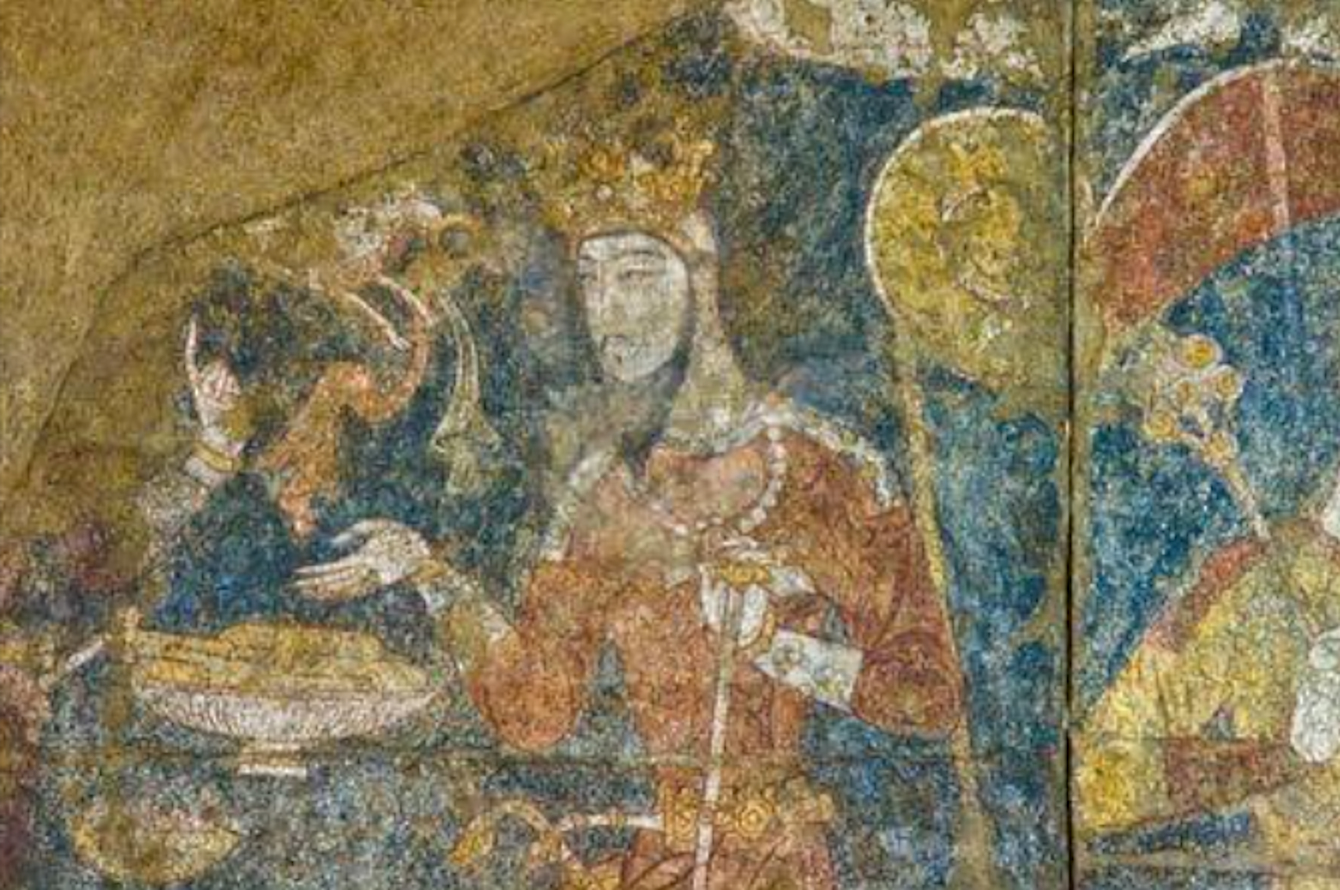
Роспись Пенджикента (Панджиканта), VI-VIII вв. Национальный музей древностей Таджикистана

## Религия
Религиозная принадлежность населения Пенджикента неясна. Считается, что местные культы представляют собой смесь христианских, буддийских, зороастрийских иранских и индийских божеств.

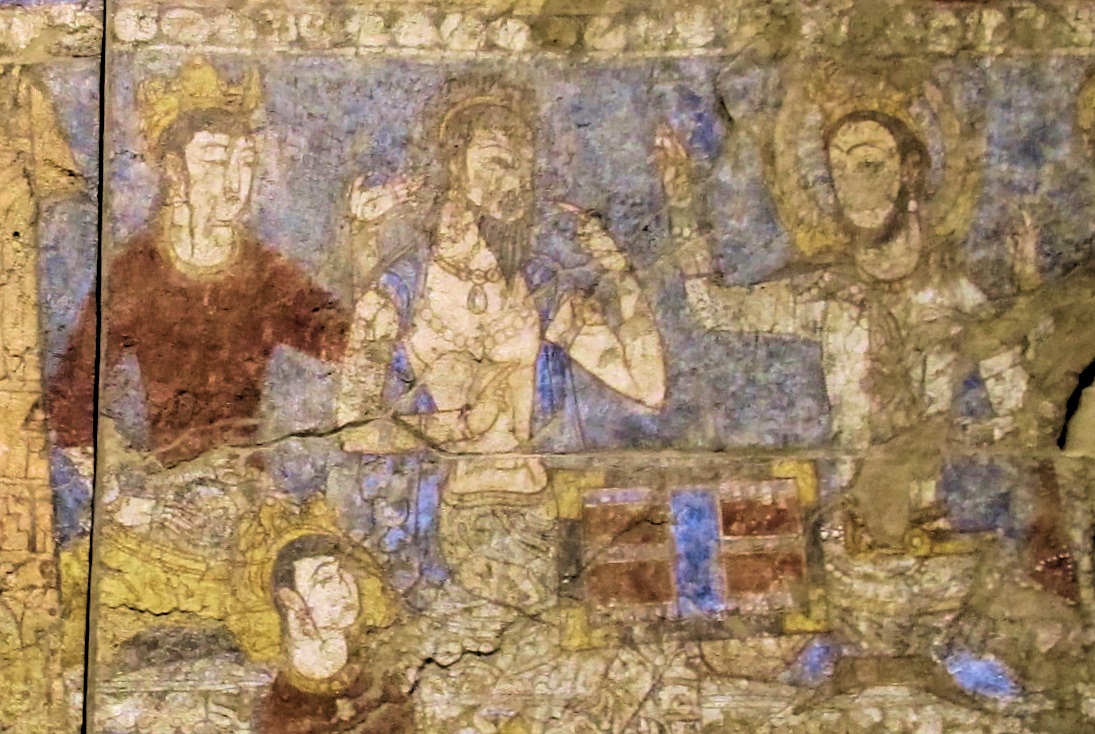
Пенджикент, фигуры с нимбами, первая половина VIII века. Сектор XXIV. Палата 1. Эрмитаж
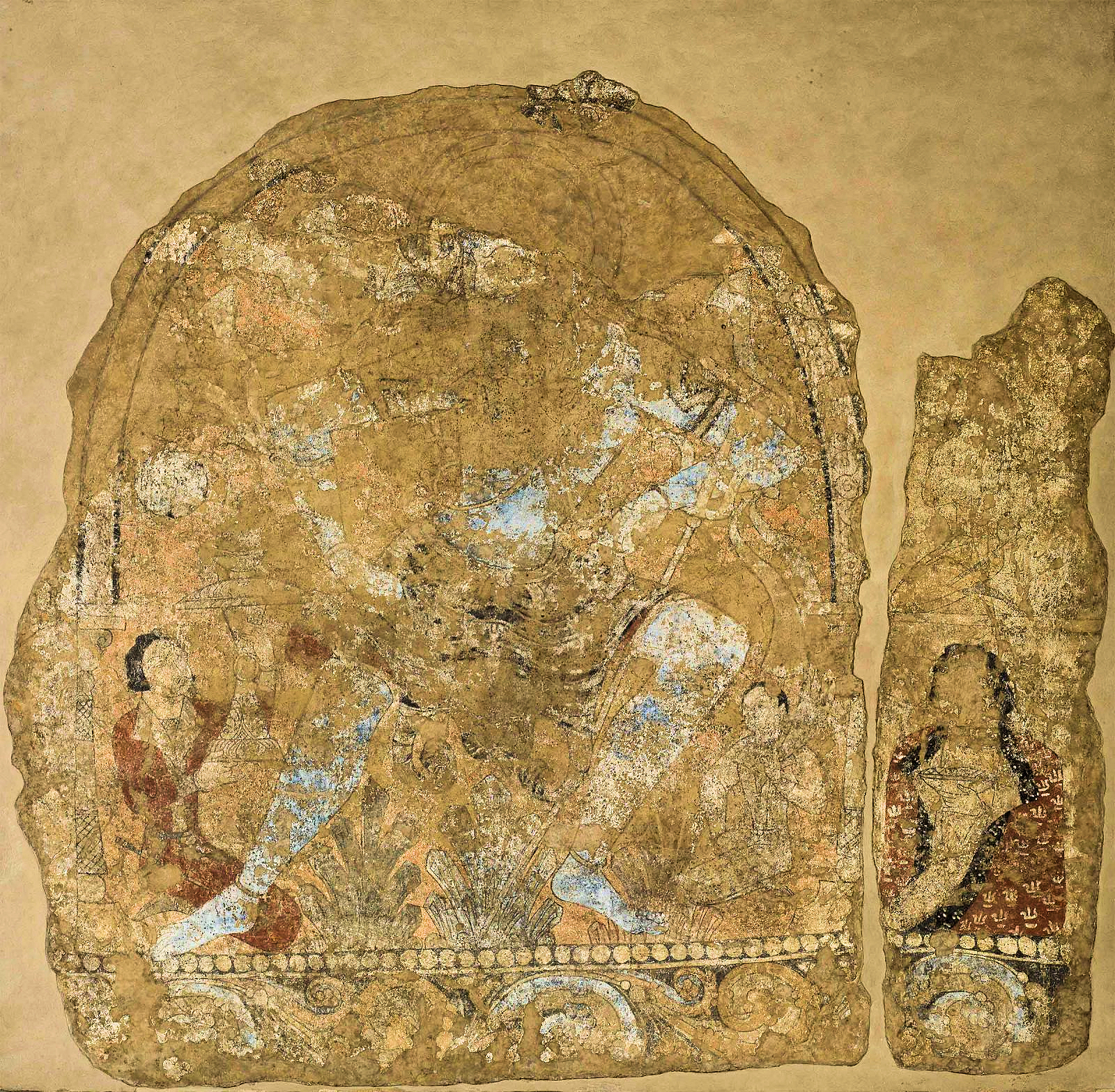
Шива с тришулой. Пенджикент VII–VIII вв. н. э. Эрмитаж
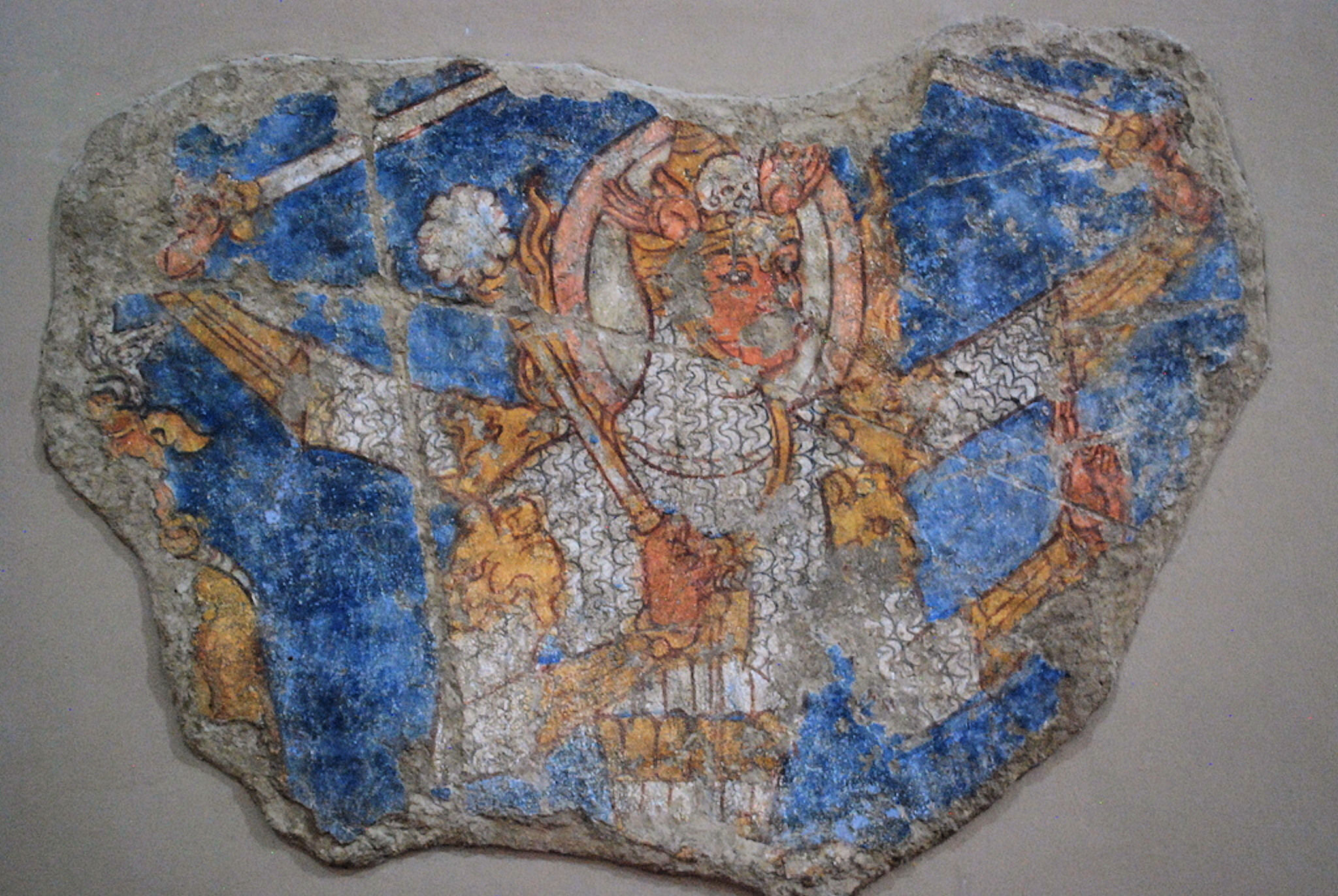
Многорукое божество в доспехах: «Король демонов». Комната 19/сектор ХХVI. VIII век н. э.
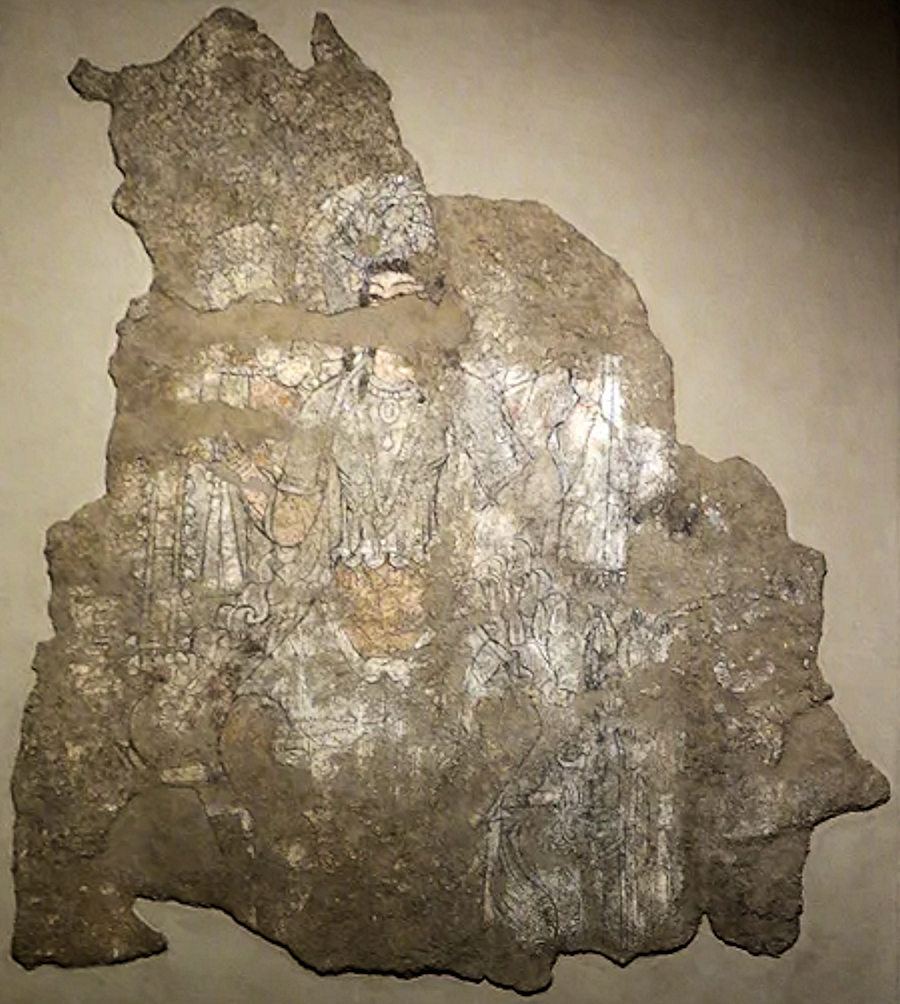
Божество. Эрмитаж

## Батальные сцены

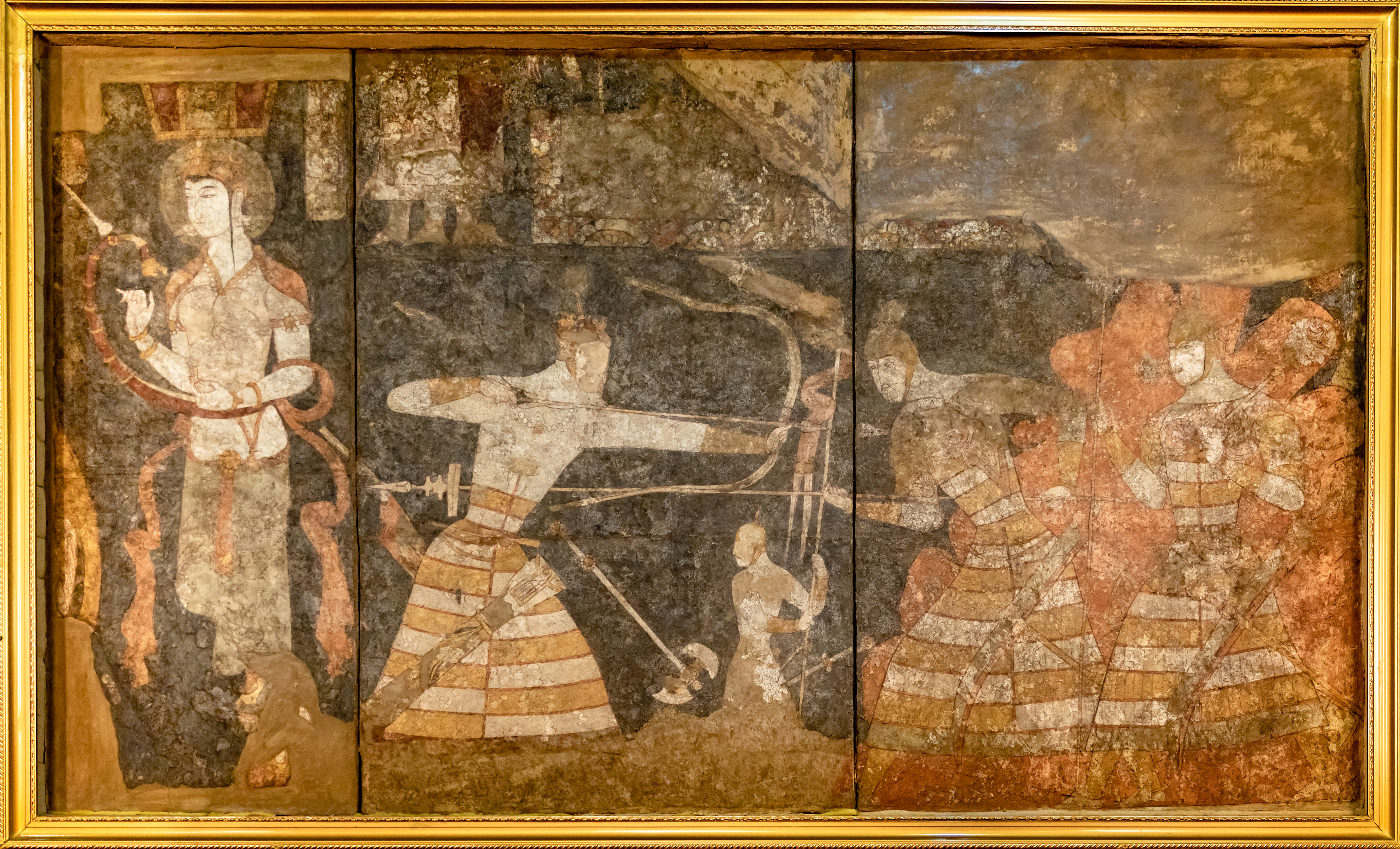
Пенджикентская фреска (VI-VII вв. н. э.). Национальный музей древностей Таджикистана
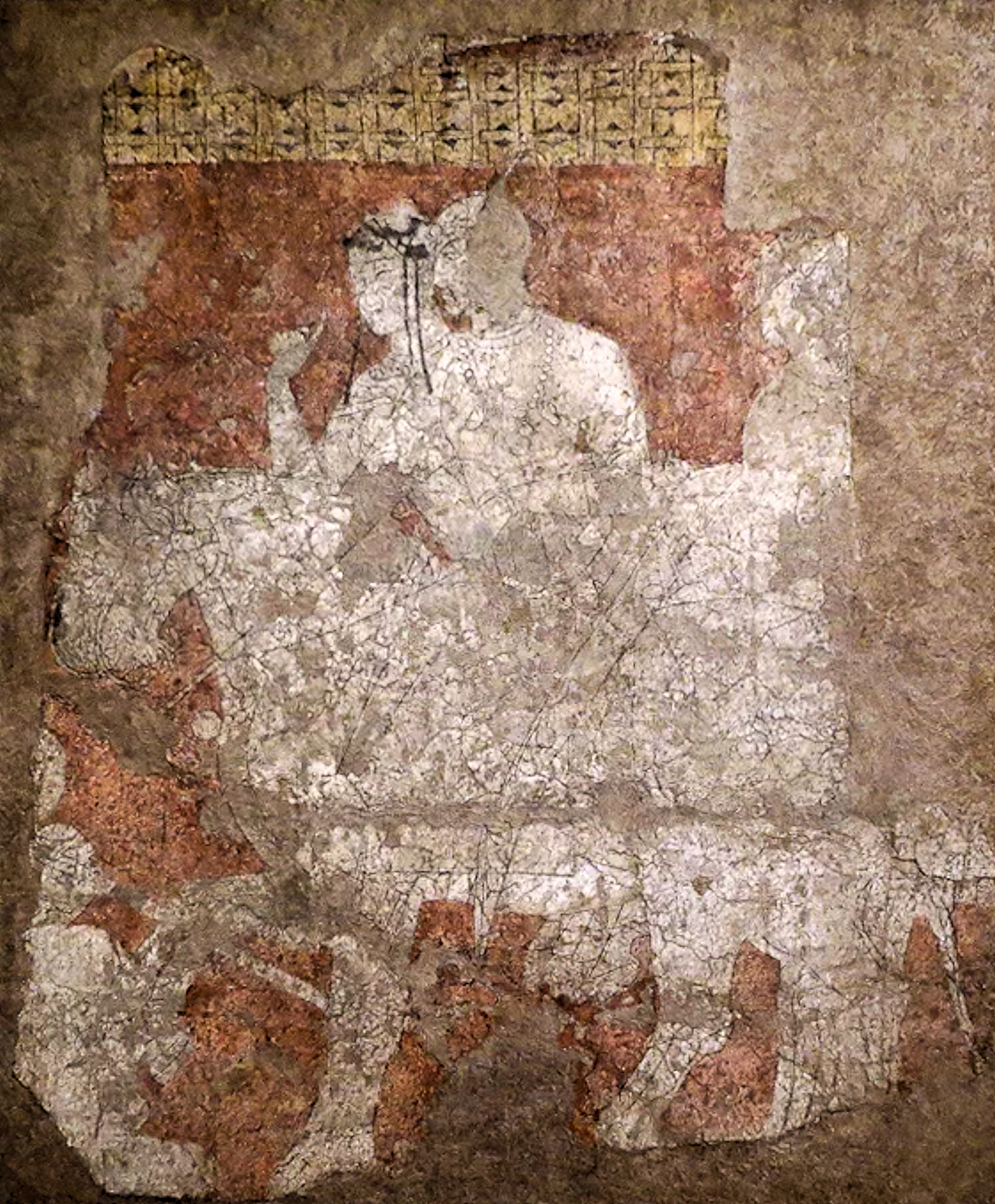
Конные воины, Пенджикент, Эрмитаж
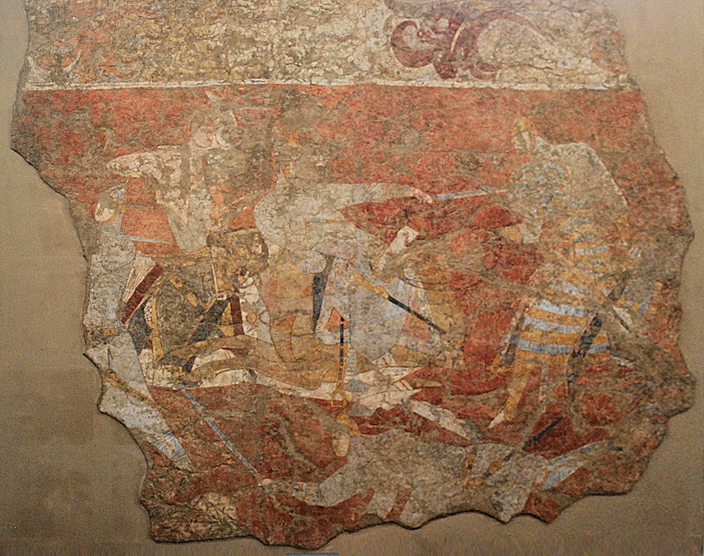
Сцена битвы

## Женские фигуры

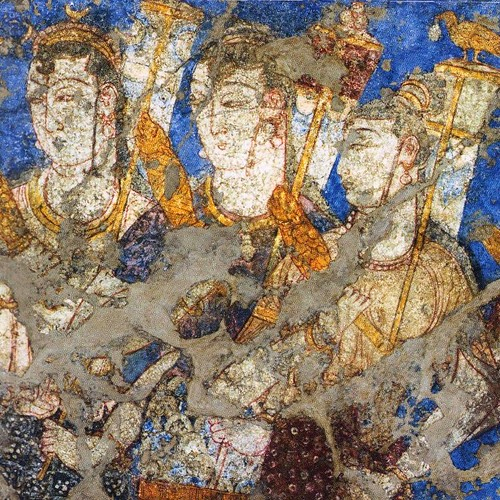
Корона в виде тройного полумесяца на этой пенджикентской фреске (левый верхний угол) считается поздне-эфталитским маркером. VII-начало VIII века[17][18].
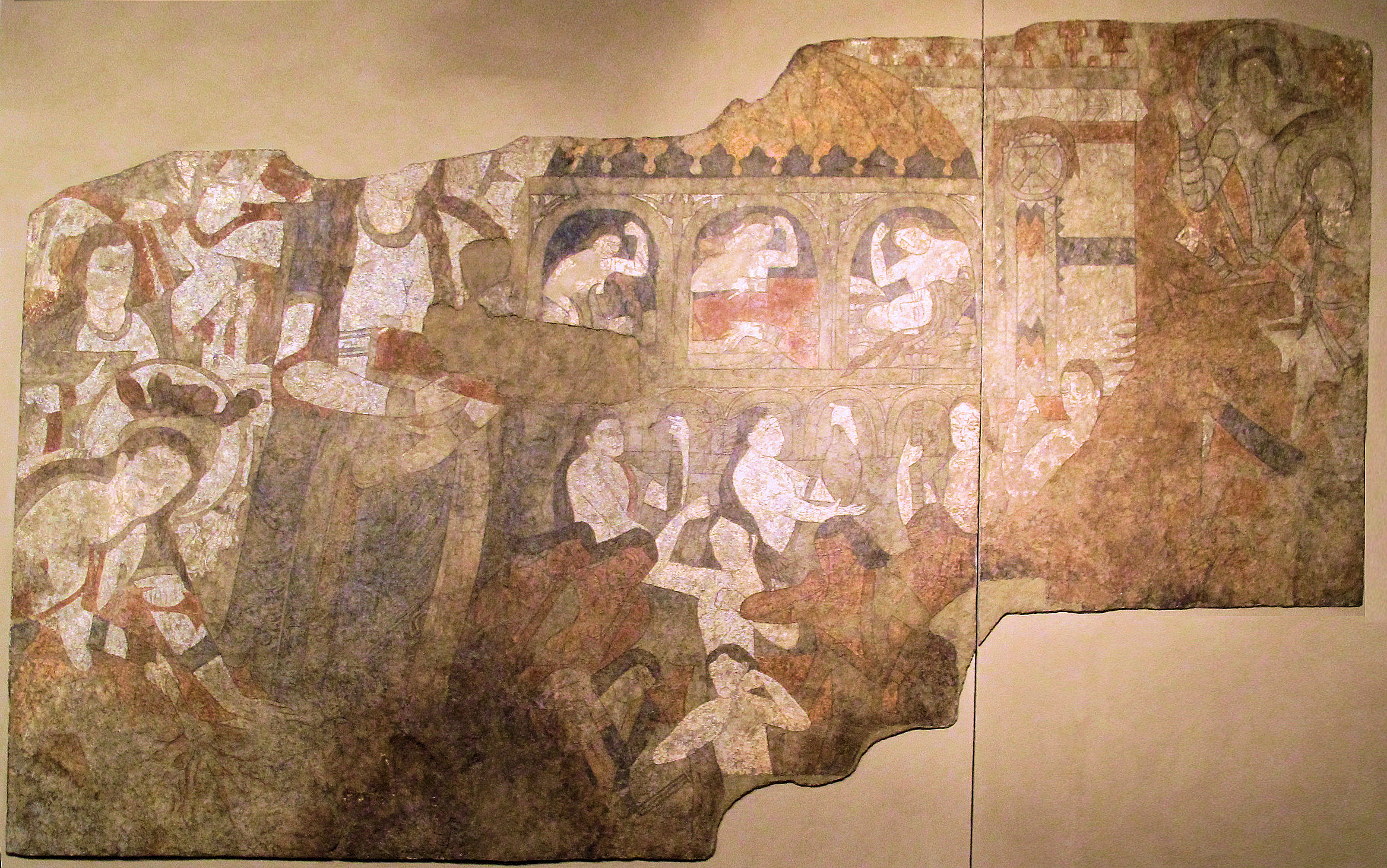
Траурная сцена
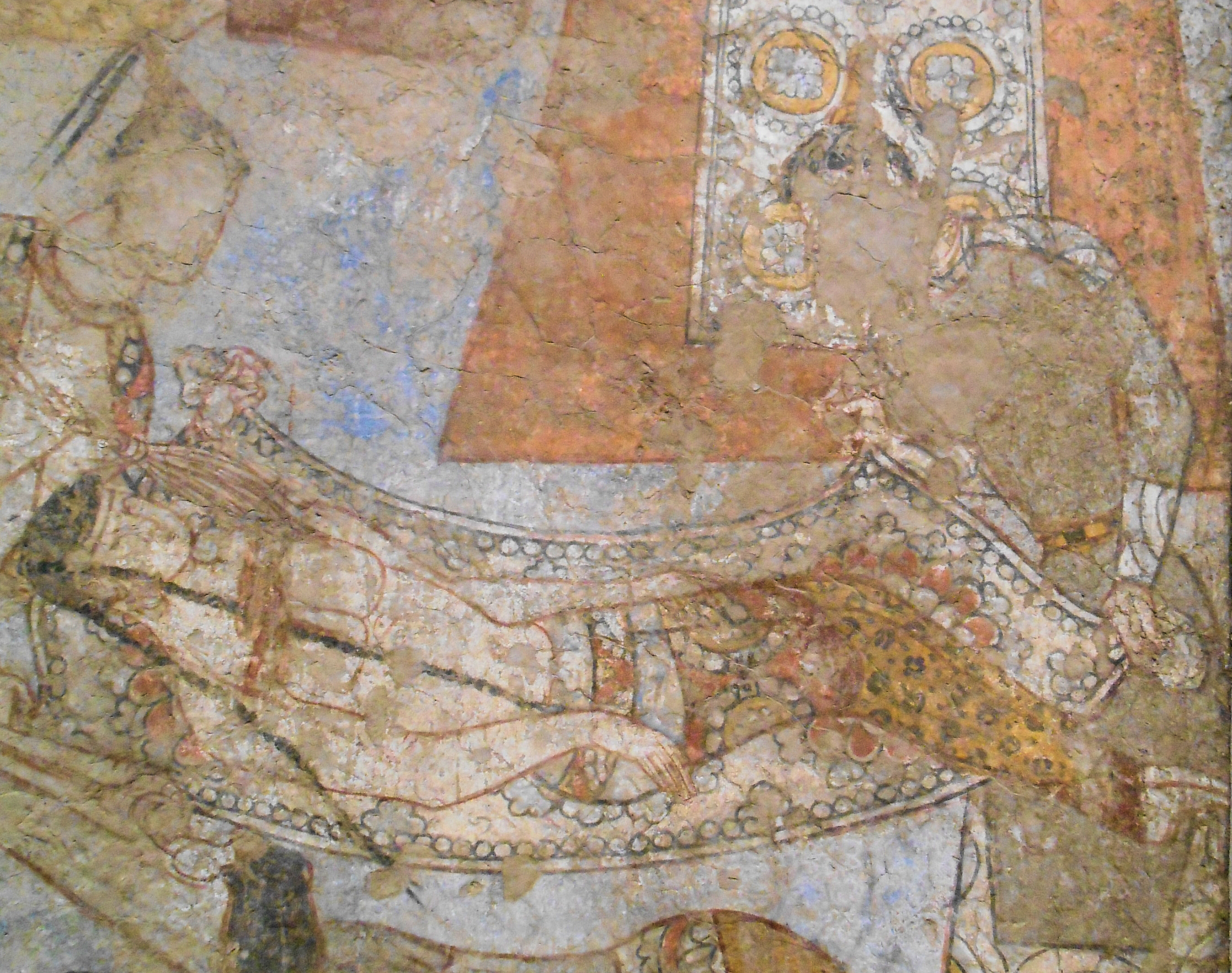
Раненую амазонку несли на растяжках двое мужчин-слуг
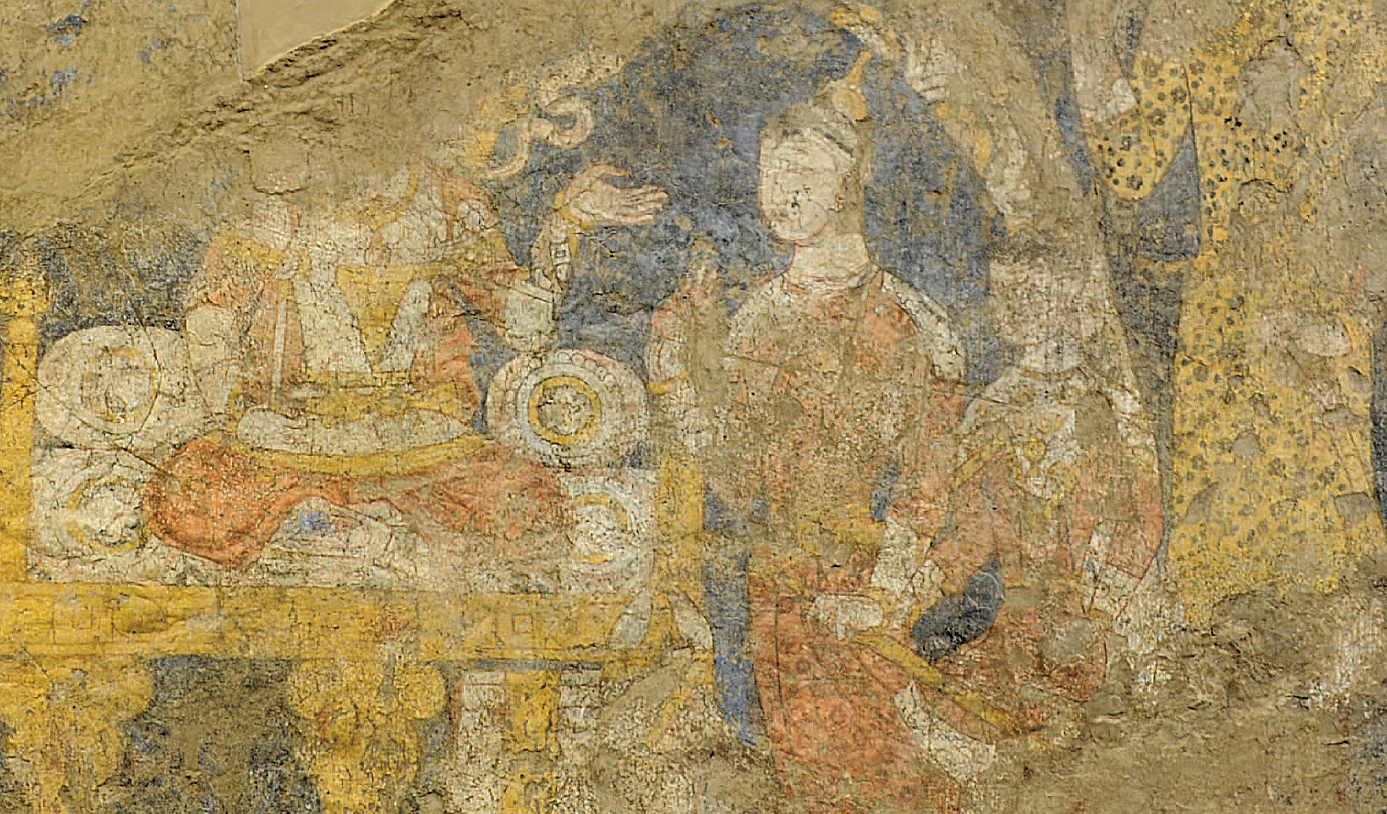
Фарамарз и принцесса Кахила перед королём Кей Хосровом и Рустамом

## Этническая принадлежность

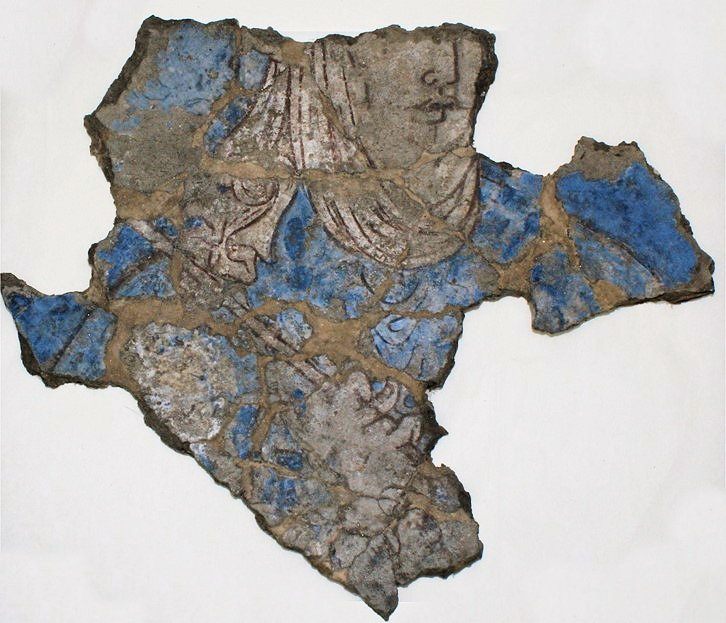
Состоятельный араб, дворец Деваштича
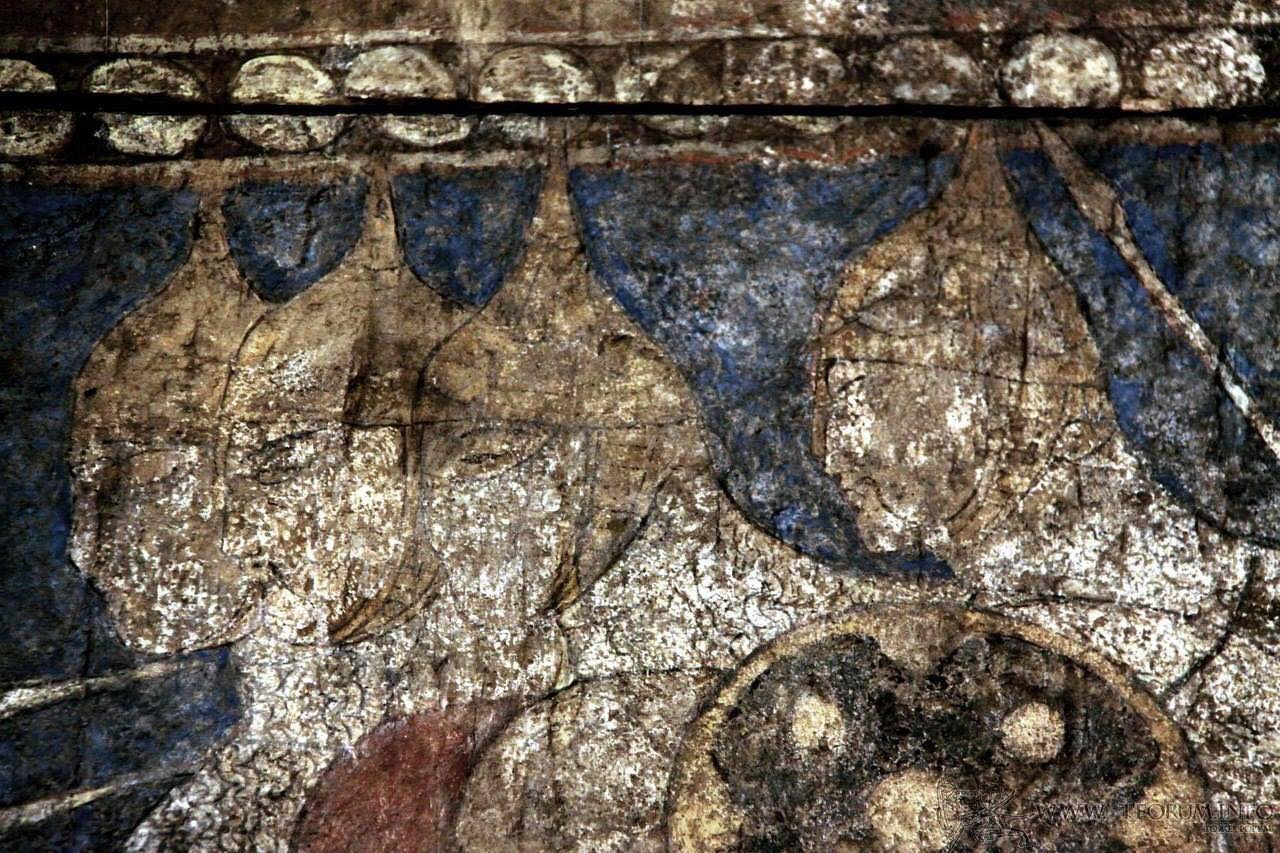
Всадники в остроконечных шлемах